# Danielson (Marskrater)
Der Krater Danielson befindet sich in der Region Arabia Terra auf dem Mars. Er misst etwa 64 km im Durchmesser und wurde nach Edward Danielson benannt.